# Platticka
Platticka (Ganoderma applanatum) är en svamp i den polyfyletiska gruppen tickor som först beskrevs av Christiaan Hendrik Persoon, och fick sitt nu gällande namn av Narcisse Theophile Patouillard 1887. Ganoderma applanatum ingår i släktet Ganoderma och familjen Ganodermataceae.   Inga underarter finns listade i Catalogue of Life.
I den svenska databasen Dyntaxa används istället namnet Ganoderma lipsiense för samma taxon.  Arten är reproducerande i Sverige.

## Beskrivning
Plattickan blir 30–40 centimeter i diameter, har en hård, träaktig hattskorpa som först är vit, men sedan mognar till mörkt rödbrun. 

## Fnöske
Plattickan har använts vid framställning av fnöske, även om fnösktickan är den art som förknippas med fnösktillverkning. Fnöske är ett läderaktigt, lättantändligt material som framför allt framställts från olika tickor, men även annat liknande material. Fnösket har huvudsakligen haft tre användningsområden: eldslagning, sjukvård och kläder, men har främst förknippats med eldmakande.

## Bildgalleri

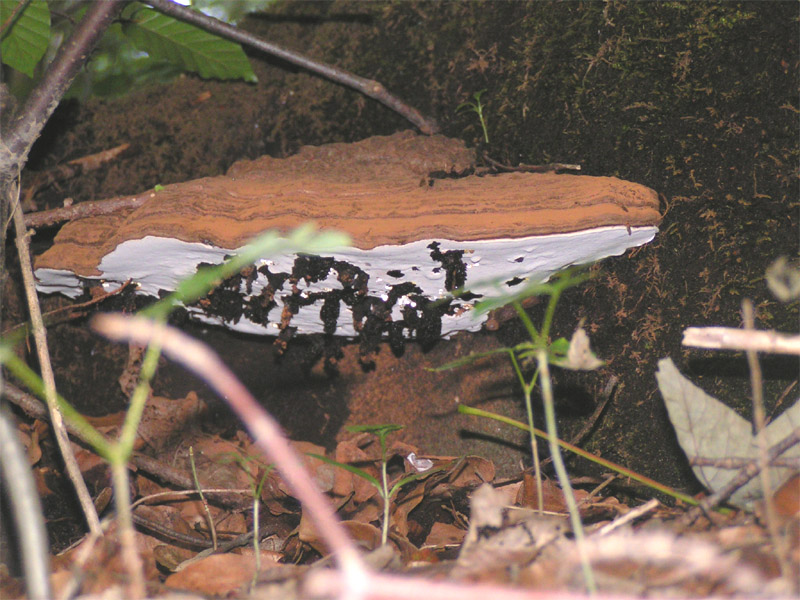
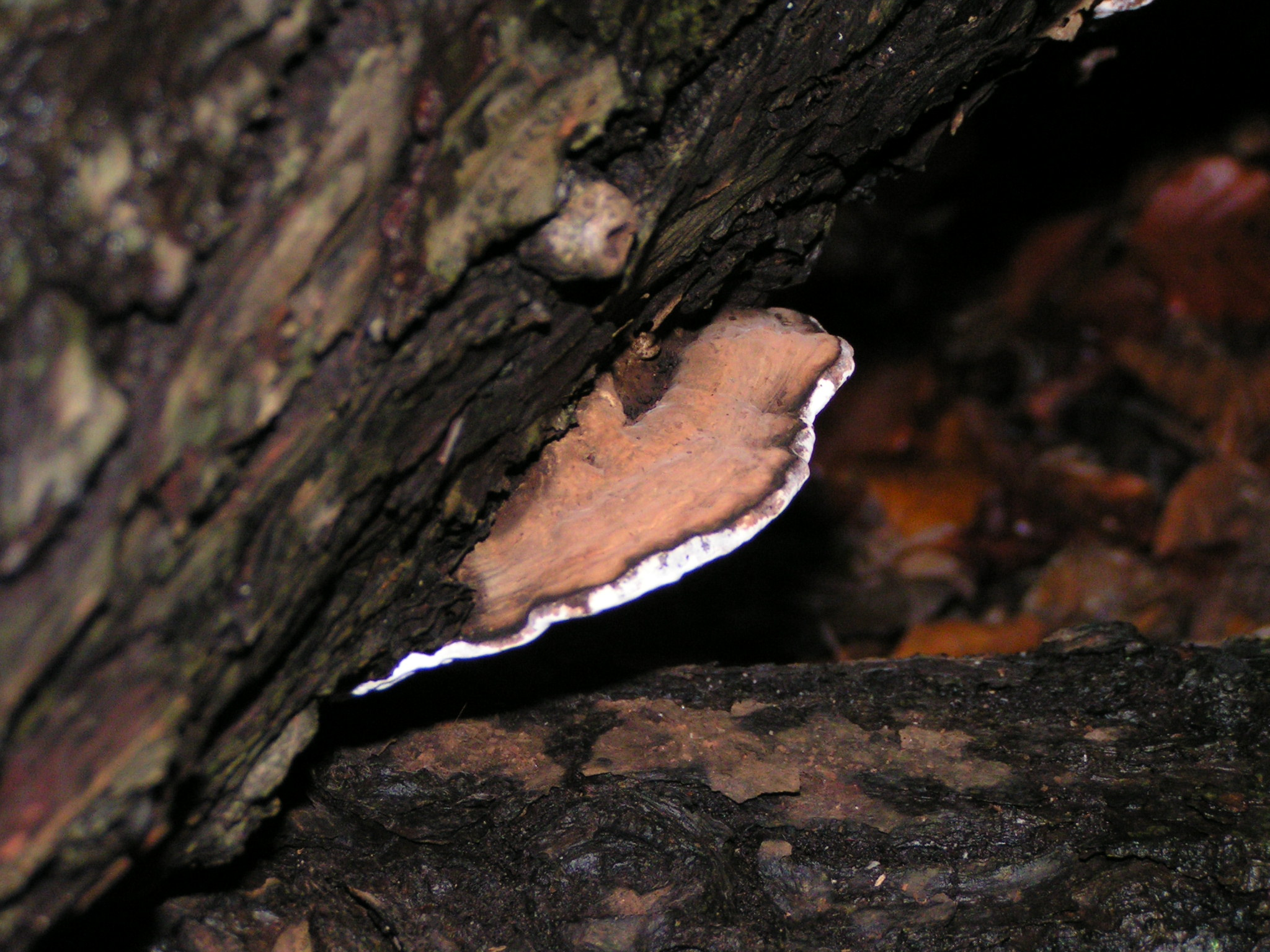
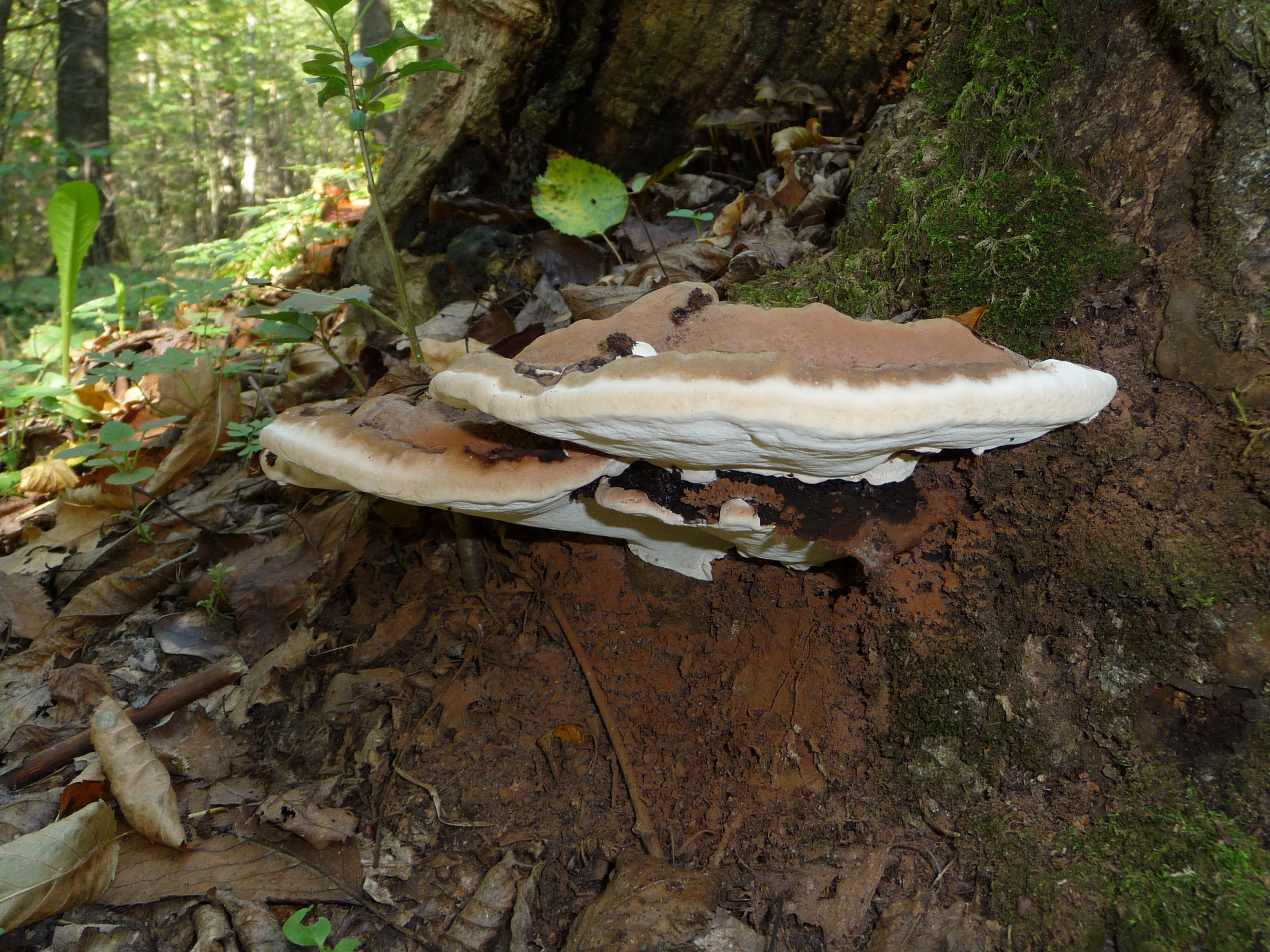